# P-70 (航空機)

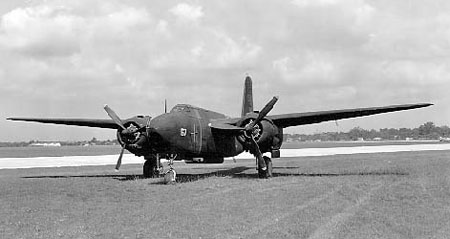

P-70はアメリカ合衆国のダグラス社で製作されたレシプロ双発夜間戦闘機である。A-20攻撃機を夜間戦闘機化したもので、既存のA-20各型を改修する形で生産されたが、高高度性能や運動性能が悪く当初の目的だった夜間迎撃にはほとんど利用されなかった。

## 概要
1940年にイギリス空軍に配備されたA-20の輸出型、DB7を用いて夜間戦闘機ハボックIおよびハボックIIに改修されたのが、そもそもの本機開発スタートになる。ハボックは機首をソリッドノーズ化して前方固定式の7.7mm機関銃8-12挺を装備し、機上レーダーも装備した機体だった。当時のレーダーはサイズと重量が大きく、レーダー操作員も必要としたため、DB7クラスの双発機でないと運用が困難だったのも本機が選ばれた理由である。これはバトル・オブ・ブリテンを巡る戦いに投入され、ある程度の成功を収めたので、これに触発された本家、米陸軍航空隊もA-20を用いた夜間戦闘機の開発に着手する。
試作機はXP-70と呼ばれ、A-20の初号機を改修した機体だった。機首に20mm機関砲4門をガンパック式に固定配置。胴体後方に防御用7.62mm旋回機銃を装備。爆弾倉内に英国製の機上レーダーA/Mk.IVを搭載しており、後部の銃手席がレーダー操作員席兼用となっている。このためか、A-20に装備されていた腹部後方防御機銃のトンネルガンポートはない。XP-70は武装と透明機首型である違いを除いて、英国のハボックとほぼ同一な機体であったが、さすがに時代錯誤であると考えたのか、ハボックに強力なサーチライトを積んだ照射専用機タービンライト系は開発されなかった。
続いて量産型のP-70がA-20から59機が改造された。規格としてはXP-70と同じであるが、透明機首部は塗りつぶされている。しかし、本機は主に訓練に使用されて実戦投入には至ってはいない。
1943年に実戦投入されたP-70AはA-20-Cから改装されたA-1と、A-20-GをベースにしたA-2の二種に大別される。P70A-1は39機が生産され、後方旋回機銃は12.7mm連装となり、機首をソリッドノーズ化して機上レーダーアンテナと前方固定12.7mm機銃を6－8挺を装備する。これに対してP-70A-2は原型のA-20Gそのままに20mm機関砲4門を有し、後部にあった旋回機銃を外して12.7mm旋回機銃塔に改めている。こちらは65機が改修されている。
続いて最終型P-70Bが作られたが、こちらは1機のみ作られたB-1と、その量産型で105機が作られたB-2がある。これらはA-20Gあるいは、A-20Jを改修した機体でレーダーが新型のSCR-720、またはSCR-729に換装され、機首左右に三連装の12.7mmガンパックを装備する。しかし、B型は全て夜間戦闘航空隊の訓練機に使用され、実戦を経験したのはP-70Aのみであった。
本機で編制された夜戦部隊は1942年9月にハワイの6FSに引き渡されて訓練を受け、翌年2月から太平洋戦線だけで使われたが、高高度性能が悪く、低空迎撃と侵攻ミッションに任務を振り分けられている。

## スペック
P-70A-2
- 全長：14.50 m
- 全幅：18.69 m
- 全高：5.36 m
- 翼面積：43.11 m2
- 全備重量：9,645 kg
- 乗員： 2名
- エンジン：ライト R-2600-11 空冷14気筒 離初出力1,600馬力×2
- 最大速度：529 km/h（高度4,256m） / 巡航速度:435 km/h
- 実用上昇限度：8,610 m
- 航続距離：1,706 km
- 武装
  - 20mm機関砲 ×4、（前方固定）
  - 12.7mm機関銃 ×2、（背面機銃塔）